# Logania campanulata
Logania campanulata är en tvåhjärtbladig växtart som beskrevs av Robert Brown. Logania campanulata ingår i släktet Logania och familjen Loganiaceae. Inga underarter finns listade i Catalogue of Life.